# Ladja z rotorji
Ladja z rotorji ali Flettnerjeva ladja je ladja, ki uporablja Magnusov efekt za pogon. Ima visoke flettnerjeve rotorje, ki jih poganja motor. Veter potem piha na rotorje in proizvaja pogonsko silo pravokotno na smer zraka.
Koncept je prvi razvil nemški inženir Anton Flettner. Namen je bil narediti ladjo, ki bi uporabljala Magnusov efekt. Ladja je uspešno plula, vendar manj efektivno kot če bi motor poganjal konvencionalne propelerje.. Na začetku je predlagal, da bi rotorja poganjal jermen, potem se je odločil, da je bolje če vsak rotor poganja svoj motor. 16. septembra je prosil za patent v Nemčiji.
Pri zasnovi eksperimentale ladje so mu pomagali Albert Betz, Jacob Ackeret in Ludwig Prandtl. Oktobra 1924 Germaniawerft je zgradil veliko rotorsko ladjo Buckau. Ladja je imela dva 15 metrov visoka rotorja s premerom 3 metre, ki jih je poganjal 50 KM električni motor. Leta 1926 je zgradil v ladjedelnici A.G. Weser v Bremnu večjo ladjo s tremi rotorji "Barbara"
Buckau je šel na prvo plovbo februarja leta 1925 iz Gdanska do Škotske. Rotorji so delovali brezhibno tudi v nevihtnem vremenu. Ladja je lahko jadrala v veter tudi pri kotu 20-30 stopinj, originalno jadro je dopuščalo največ kot 45 stopinj v veter.
31. marca 1926 so Buckau preimenovali v Baden Baden. Ladja je potem priplula v New York 9. maja, kjer je požela veliko zanimanje. Leta 1931 je bila uničena v Karibski nevihti.
Rotorske ladje tistega časa niso bile ekonomične z dizelskimi motorji. Ob koncu 20. stoletja se je pojavilo ponovno zanimanje, začenši z Jacques-Yves Cousteauovo ladjo Alcyone leta 1983.

## Tipi ladje
Obstaja ladje samo na rotorski pogon in pa hibridne ladje, kjer rotor asistira konvencionalnem propelerju. Večina rotorskih ladij ima električni motor, inženir lahko kontrolira obrate in smer vrtenja. Če ni vetra je bolj efektivno uporabljati propeler.

## Uporaba danes
Univerza v Flensburgu razvija 'Flensburg catamaran ali Uni-cat Flensburg, katamaran z rotorrji
Nemški izdelovalec vetrnih turbin Enercon je 2. avgusta 2008 lansiral rotorsko ladjo E-Ship 1. Uporabljala se bo za transport turbin in druge opreme.
Leta 2009 je finska Wärtsilä predložila koncept za križarski trajekt z rotorji, da bi zmanjšala porabo goriva.
Stephen H. Salter in John Latham sta predlagala izgradnjo 1500 rotorskih ladij, ki bi razprševale morsko vodo v zrak, nastali oblaki bi potem odbijali sončno sevanje nazaj v vesolje in tako zmanjšali efekt tople grede.